# Jelena Wladimirowna Pogrebischskaja

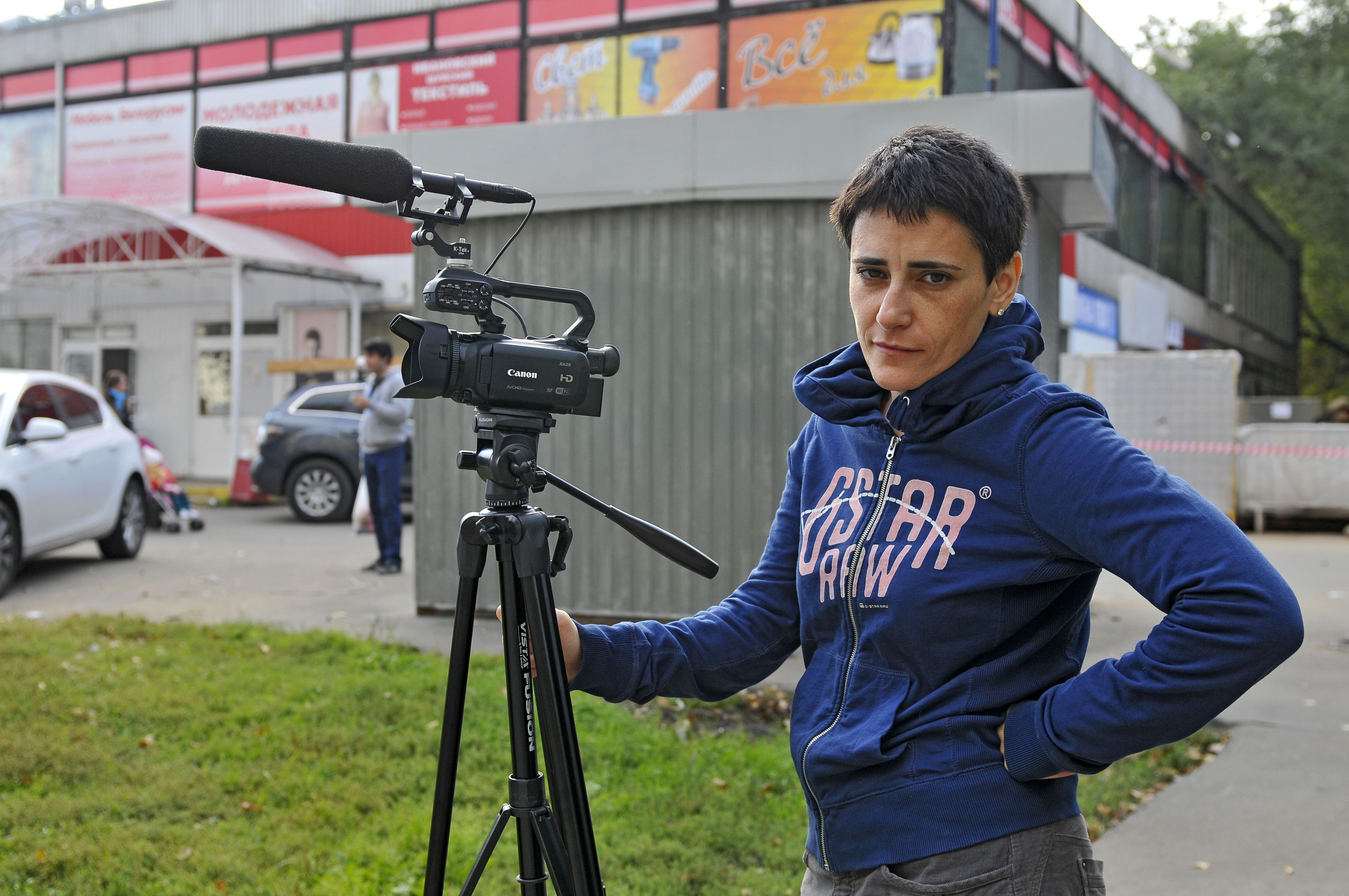
Jelena Wladimirowna Pogrebischskaja

Jelena Wladimirowna Pogrebischskaja (russisch Елена Владимировна Погребижская; * 1. Oktober 1972 in Kamenka, Wyborgski rajon, Oblast Leningrad) ist eine russische Regisseurin und Sängerin. Sie ist Gewinnerin des nationalen russischen Fernsehpreises TEFI (2008, 2009), des Laurus-Award 2008 und des Stalker-Preises 2013.

## Leben
Pogrebischskaja arbeitete Mitte der 1990er-Jahre als Nachrichtenreporterin beim russischen Fernsehsender „Kanal 1“. Sie berichtete über die Tagespolitik des Kreml und interviewte u. a. den russischen Präsidenten Boris Jelzin. Während des Jugoslawienkriegs berichtete sie mit ihrem Fernsehteam aus Albanien und Serbien. Sie berichtete auch über den Tschetschenienkrieg, wo sie u. a. Reportagen aus Flüchtlingslagern sendete. Nach dem Amtsantritt Wladimir Putins als Präsident der Russischen Föderation verließ Pogrebischskaja den Nachrichten-Sektor.
Nach der Jahrtausendwende trat sie ab 2002 einige Jahre als Rocksängerin mit ihrer Rock-Band „Butch“ auf. Sie nahm insgesamt. vier Alben auf und verkaufte Hunderttausende von Platten. Sie trat auch beim russischen Rockfestival „Naschestwije 2002“ auf. Bei den Auftritten ließ man das Publikum über mehr als drei Jahre in dem Glauben, dass es sich bei der Frontfrau der Rock-Band „Butch“ um einen Mann handele; erst 2005 enthüllte Pogrebischskaja ihre weibliche Identität.
Mittlerweile arbeitet Pogrebischskaja schwerpunktmäßig als Regisseurin und Dokumentarfilmerin. Sie realisierte insbesondere Dokumentarfilme über Menschen. Als Dokumentarfilmerin versteht sie sich dabei als Journalistin und Filmregisseurin in einer Person. 2007 drehte sie den Dokumentarfilm Ich stehe trotzdem auf über Irina Boguschewskaja, Swetlana Surganowa und Anna Gerassimowa (bekannt als Umka), die „Frauen des russischen Rock“. 2008 folgte der Dokumentarfilm Der Blutsverkäufer über den Schriftsteller Igor Aleksejew. Ihr Dokumentarfilm Mama, ich bringe dich um! (2013), in dem sie über Sozialwaisen in einem Kinderheim unweit von Moskau berichtete, wurde auch im ZDF ausgestrahlt.
Pogrebischskaja ist Preisträgerin diverser Film- und Fernsehauszeichnungen. Ihre Filme Der Blutsverkäufer und Dr. Liza erhielten 2008 und 2009 den TEFI-Fernsehpreis für den besten russischen Dokumentarfilm.
Pogrebischskaja ist Moderatorin des Kino-Clubs des Jüdischen Museums und Zentrums für Toleranz in Moskau. Sie ist Mitglied der Russischen Fernsehakademie.

## Filmografie
- 2007: Всё равно я встану (Ich werde trotzdem aufstehen)
- 2008: Продавец крови (Der Blutsverkäufer)
- 2009: Доктор Лиза (Dr. Liza)
- 2010: Посттравматический синдром (Posttraumatisches Syndrom)
- 2012: Панические атаки (Panikattacken)
- 2013: Мама, я убью тебя (Mama, ich bringe dich um!)
- 2014: Мальчишки с улицы Свободы (Die Jungs von den Straßen der Freiheit)

## Diskografie
- 2003: Butch
- 2003: Romanzen
- 2005: Fackel
- 2007: Credo

## Preise
- 2014: NorCal International Film Festival (USA), Bester Film: Mama, ich bringe dich um!
- 2014: Black Maria International Film Festival (USA), 3. Platz: Mama, ich bringe dich um!